# Mura timoleontee
Le mura timoleontee sono antiche fortificazioni greche della città di Gela, costruite nel IV secolo a.C. sul promontorio dell'attuale quartiere di Capo Soprano da Timoleonte, il condottiero corinzio da cui prendono il nome. Costituiscono un importante monumento di architettura difensiva in età ellenistica, nonché uno dei rari esempi di architettura militare in tecnica mista tra i meglio conservati per imponenza e perfezione costruttiva.

## La scoperta

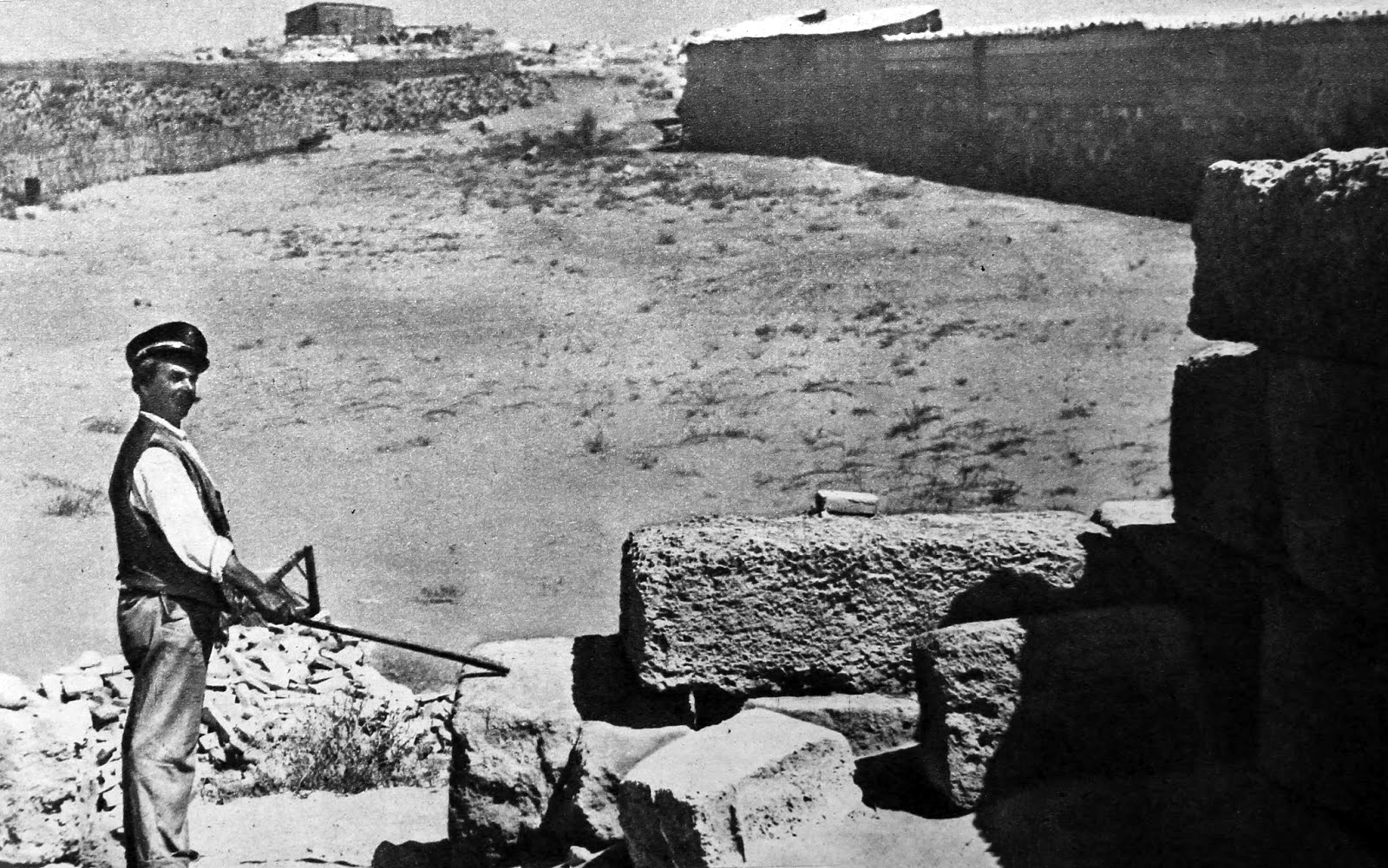
Vincenzo Interlici immortalato nel 1955 dal fotografo Federico Patellani per il settimanale Tempo

Le mura furono scoperte nel febbraio del 1948 da Vincenzo Interlici, un contadino che possedeva un orto in quella zona, allora ricoperta da alte dune sabbiose. Stando ai suoi racconti, egli sognò un tesoro nascosto nel suo terreno e affascinato da tale pensiero si mise subito a scavare finché non vide emergere dei grossi blocchi di pietra squadrata. La scoperta assunse presto una caratura ben più ampia di quella immaginata: venne quindi coinvolta la soprintendenza alle antichità di Agrigento e vari mesi dopo si iniziò a scavare sotto la direzione dell'archeologo Pietro Griffo. 
Il sito venne identificato come i resti delle fortificazioni della città ellenistica, ricostruita da Timoleonte nel 339-317 a.C. dopo la distruzione cartaginese del 405 a.C. La scoperta acquistò grande importanza non solo perché all'epoca si sconoscevano gli eventi della storia di Gela successivi al 405 a.C., ma anche per l'eccezionale stato di conservazione delle mura stesse: grazie alle dune di sabbia che le avevano occultate per secoli, la costruzione in arenaria e mattoni crudi è rimasta intatta per circa tre quarti della sua estensione attuale. Di contro, quel quarto delle mura che era rimasto sfortunatamente scoperto dalla sabbia subì la spoliazione in età medievale e oggi ne se conserva solo il tracciato originario.
Durante i lavori di scavo, avvenuti tra il 1948 e il 1954, Vincenzo Interlici continuò a vivere nel sito e ne assunse l'ufficioso ruolo di custode, facendo da cantastorie a tutti i visitatori attratti dalla scoperta. Le sue gesta sono state documentate da giornalisti come Guido Piovene, Enrico Emmanuelli e dal regista Giuseppe Ferrara per Eni.

## La tecnica costruttiva

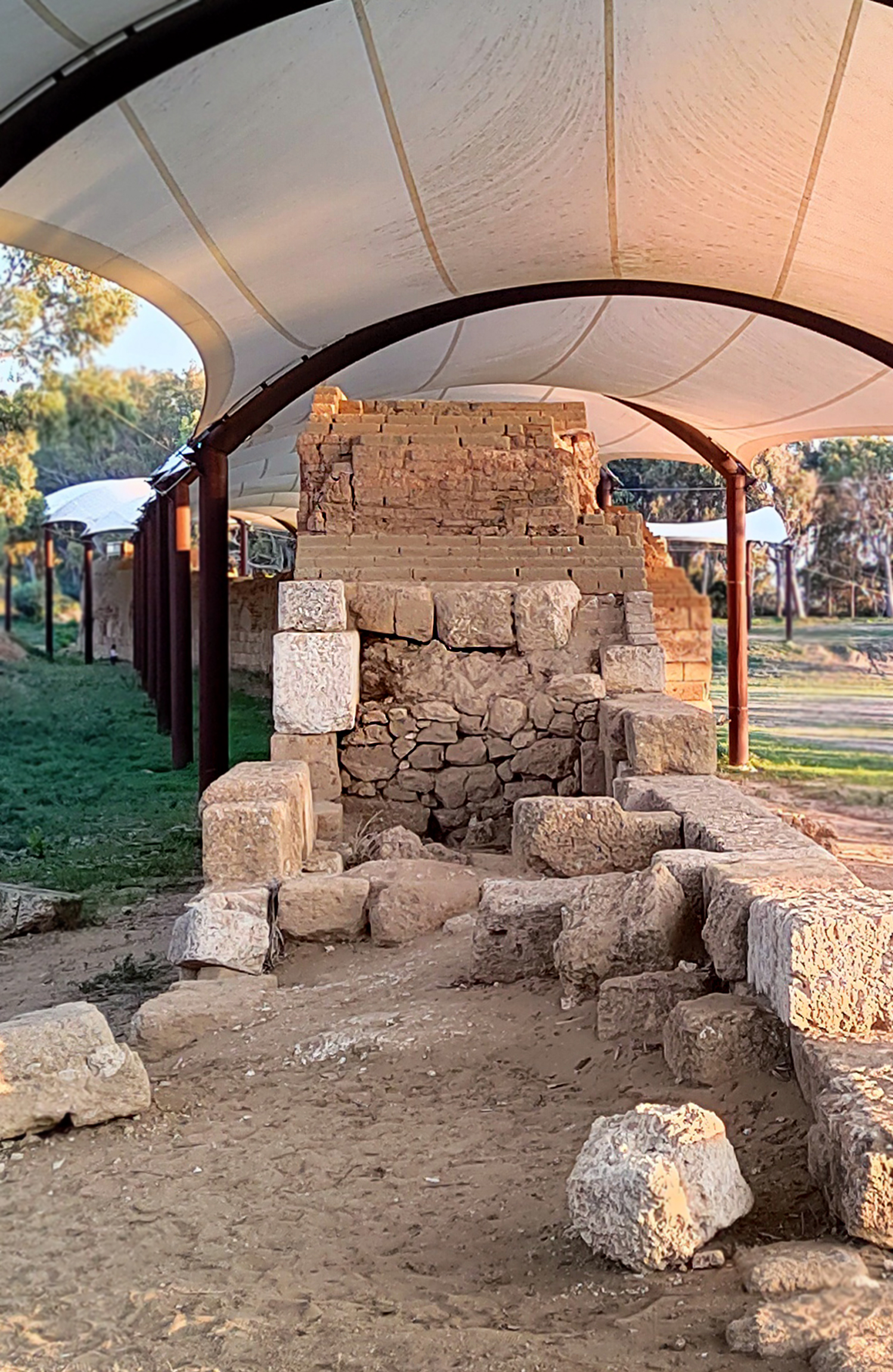
Sezione delle mura

Le mura di Capo Soprano sono costruite in tecnica mista: il basamento è formato inferiormente da due parametri di blocchi di calcarenite di diverse dimensioni, spesso bugnati sulla faccia esterna, con emplekton di pietrame e terra; la sopraelevazione è invece formata da mattoni crudi disposti a corsi regolari, perfettamente isodromi (dimensioni 40×40×15 cm) legati da un sottile strato di argilla e sabbia e forse originariamente intonacati di rosso.
All'inizio della scoperta, per via della diversa gradazione di colore dei mattoni, furono ipotizzate nella loro realizzazione tre fasi costruttive differenti, ma grazie a successive indagini nell'area attorno alle mura è stata invece confermata la datazione della struttura in età Timoleontea come frutto di un progetto unitario. Non sono quindi valide le ipotesi di più fasi costruttive e la differenza di colore dei mattoni è da ricollegarsi semplicemente alla diversa provenienza del materiale costruttivo utilizzato.

## Elementi strutturali caratteristici
Con i suoi 360 metri di estensione, le mura timoleontee presentano diversi elementi caratteristici che permettono di capire meglio la loro funzione militare.

### Muro a contrafforti

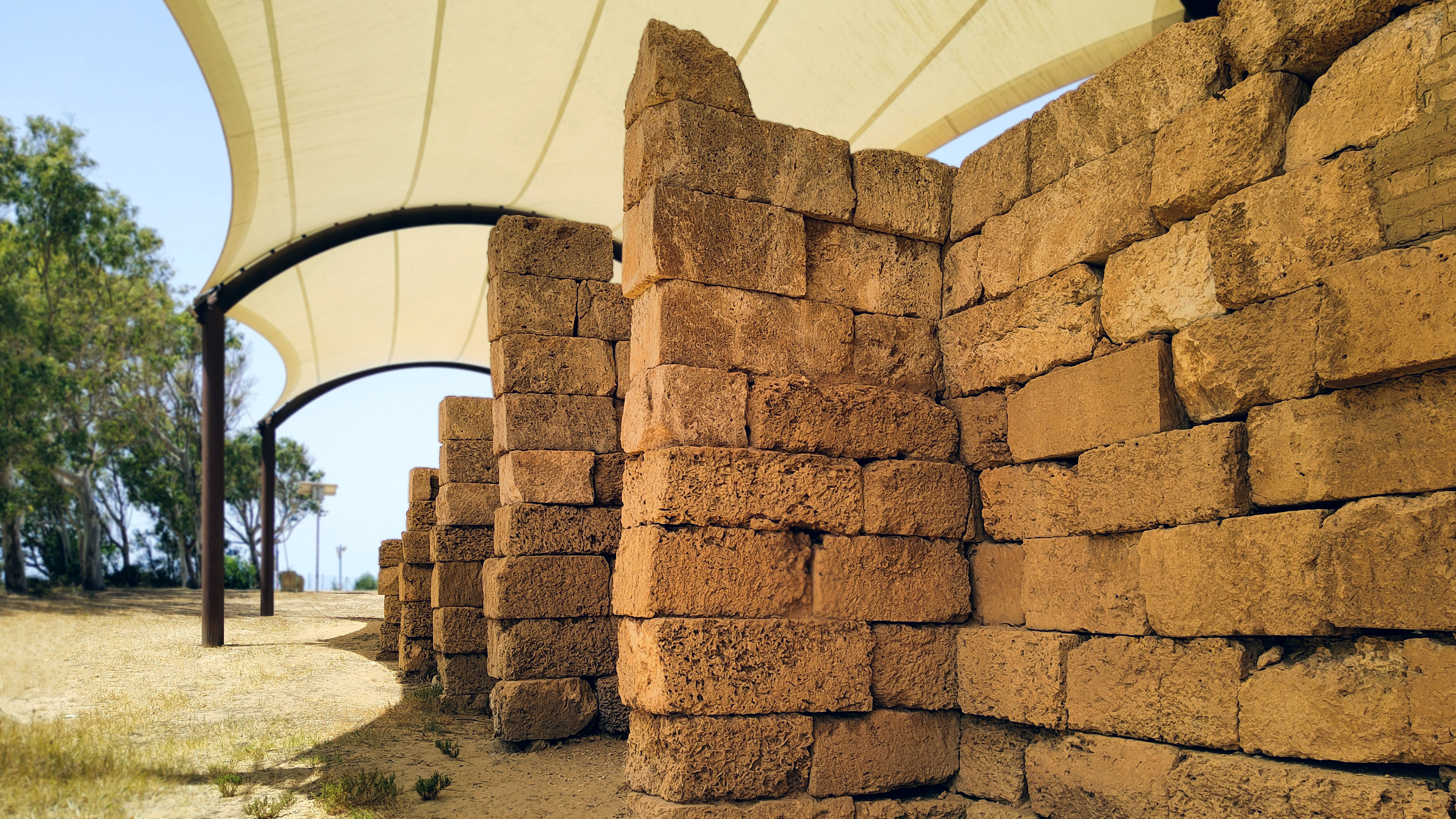
Muro dalla configurazione a "pettine"

Sul versante sud-est delle mura è presente un particolare muro a contrafforti dalla configurazione a pettine, caratterizzato da una serie di speroni aggiunti trasversalmente alla cortina esterna, a distanze regolari e con evidenti finalità di ulteriore rafforzamento. Questa struttura non faceva parte del progetto costruttivo di età Timoleontea, ma deve essere stata aggiunta in epoca successiva addossandolo all'estremità orientale della struttura originaria. Privo di fondazioni, esso poggia direttamente sulla duna di sabbia accumulatasi fino a coprire lo zoccolo di elevato delle mura ed è costruito con blocchi di reimpiego. L'epoca di costruzione non è determinabile con maggiore precisione per mancanza di materiale datante. 

### Postierla ogivale

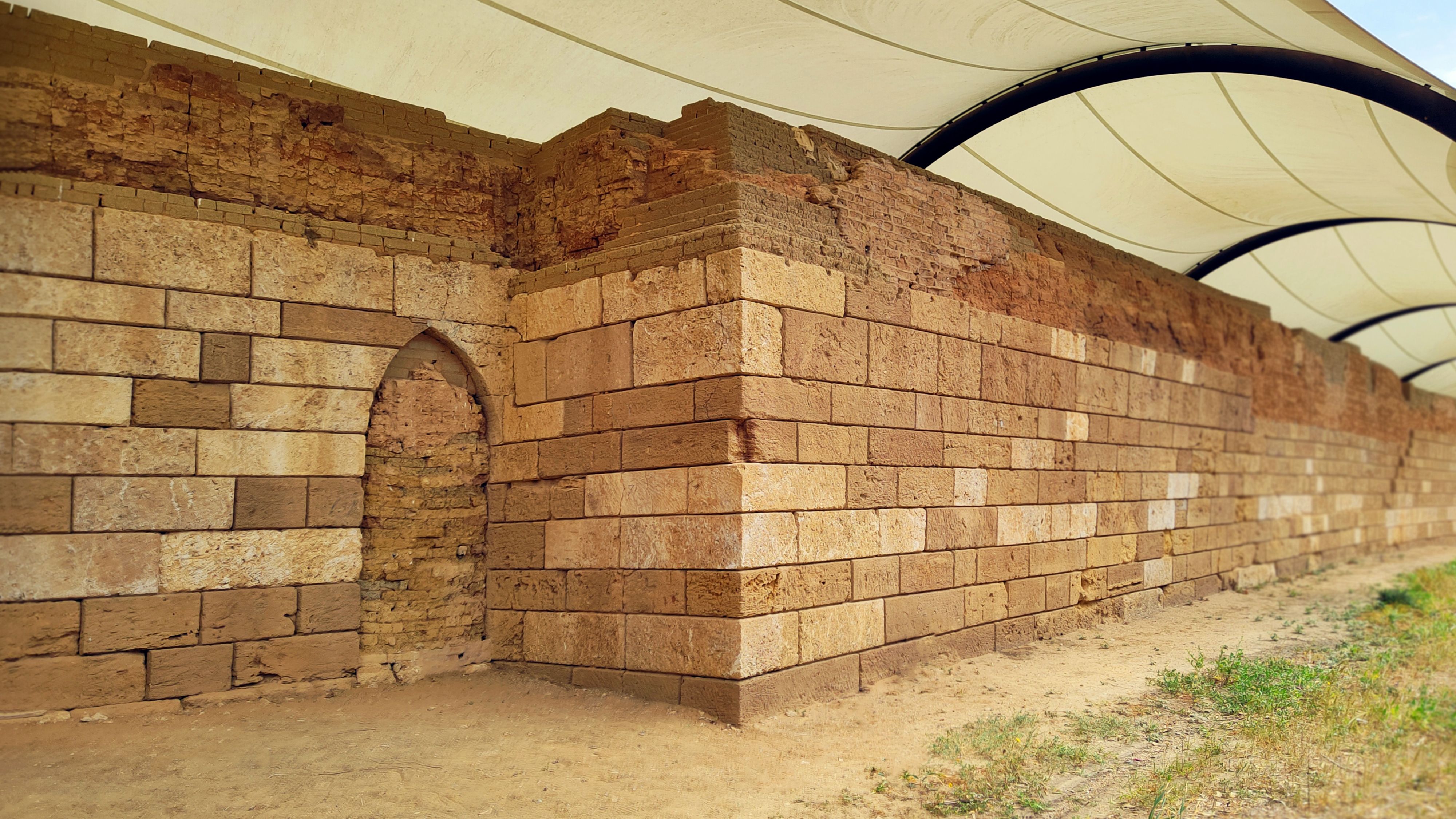
Postierla dalla forma ogivale

Lungo il lato meridionale, dietro uno spigolo della cortina muraria che ne celava la vista ai nemici, si apre una postierla ogivale a falso arco acuto. Nel 1995 l'architetto Eugenio Galdieri, esperto del mattone crudo, scoprì all'interno del paramento litico due incavi (10×10 cm per 2 m di lunghezza) destinati all'alloggiamento del paletto ligneo di sicurezza e del chiavistello. L'anta però non fu mai realizzata a causa di impellenti esigenze militari (in particolare i ripetuti assedi di Agatocle nel periodo del 317-309 a.C.) e la postierla, in corso d'opera, venne chiusa con una cortina di mattoni crudi visibile ancora oggi.
In prossimità della postierla è visibile anche un vano quadrangolare, addossato alla risega di fondazione del lato esterno. Quest'ultimo non fa parte della struttura difensiva e si tratta piuttosto di un'abitazione post-classica, quando le mura non avevano più la funzione difensiva per la quale erano state progettate. Realizzata in pietre allettate a secco ed elevata in mattoni crudi, la sua funzione abitativa è deducibile dalla presenza di un piano di cottura nell'angolo sud-est in cui sono state recuperate porzioni di una pentola.

### Camminamento di ronda

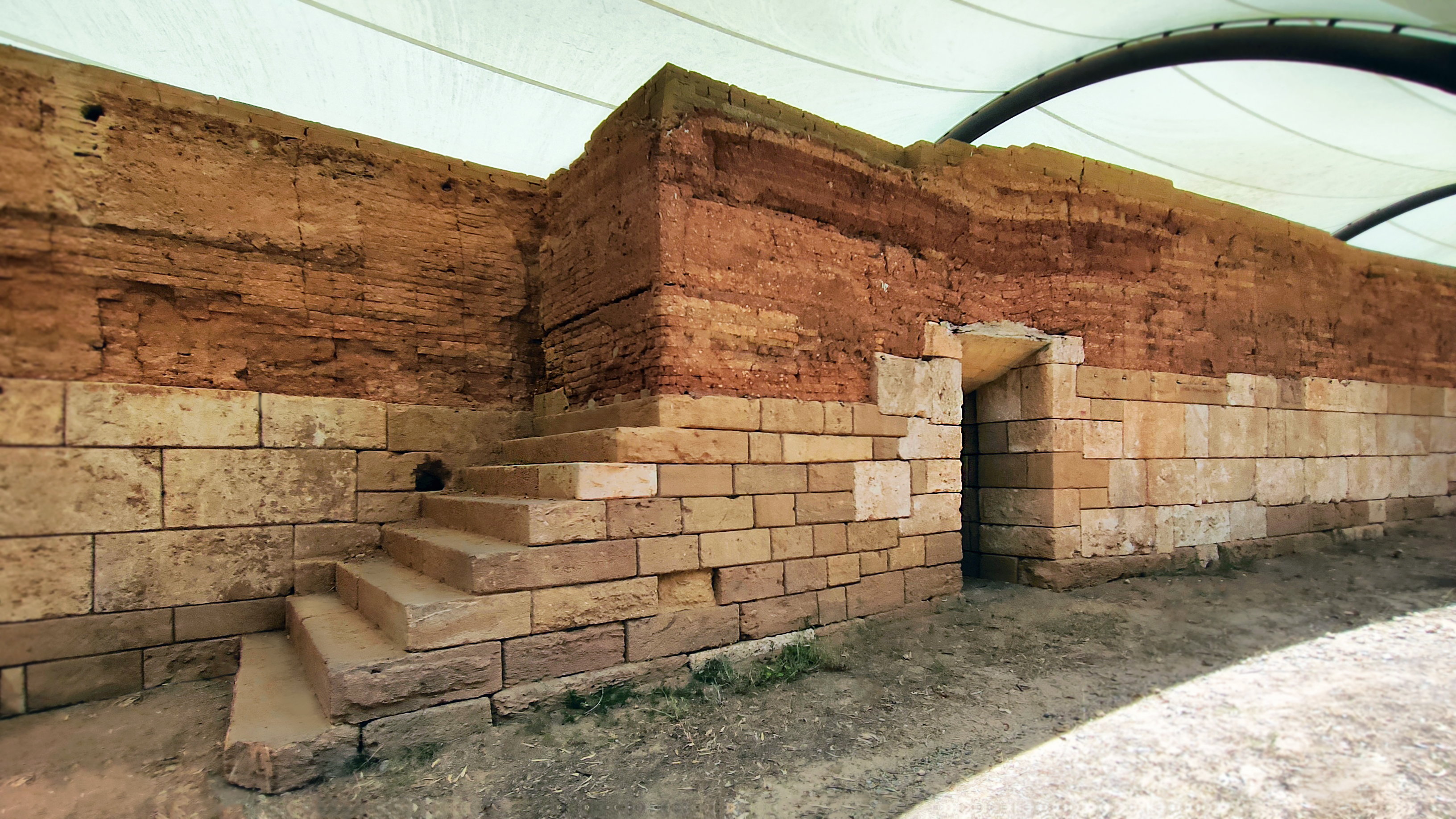
Rampa di accesso al camminamento di ronda, chiusa da mattoni crudi

Sul lato settentrionale la postierla ha la forma di una porta di tipo dritto, con stipiti ad ante e coperta da architrave. Alla sua destra è presente una delle due rampe di scale che conducevano ai camminamenti di ronda, costruiti con merlature regolari. Anche questa, come la postierla, non fu mai completata per i medesimi motivi bellici e finì per essere occultata quando l'intera fortificazione venne innalzata da un elevato in mattoni crudi, forse per insabbiamento della struttura muraria, che si sovrappose in parte alle stesse rampe.

### Canalette di scolo
Il tratto oggi visibile delle mura presenta tre canalette di scolo, destinate al deflusso delle acque meteoriche, realizzate alla base della struttura. L'accuratezza esecutiva del canale, le cui pareti poggiano su due blocchi aggettanti dalla struttura sul lato meridionale, favoriscono il deflusso dell'acqua piovana all'esterno lungo il pendio della collina.

## Interventi di protezione
A causa della particolarità costruttiva del sito, subito dopo la sua scoperta venne costituita una commissione ministeriale presieduta dallo storico Cesare Brandi. La mancanza di conoscenze adeguate sulla tecnica del mattone crudo portò molti studiosi a discutere con difficoltà sul miglior metodo di conservazione del sito, al punto che l'archeologo Ranuccio Bianchi Bandinelli suggerì di ricoprirlo con la sabbia in attesa di soluzioni conservative sicure e coerenti con i materiali antichi. Alla fine la commissione ministeriale decise comunque di procedere alla sua conservazione, affidando l'incarico all'architetto Franco Minissi.

### La prima copertura

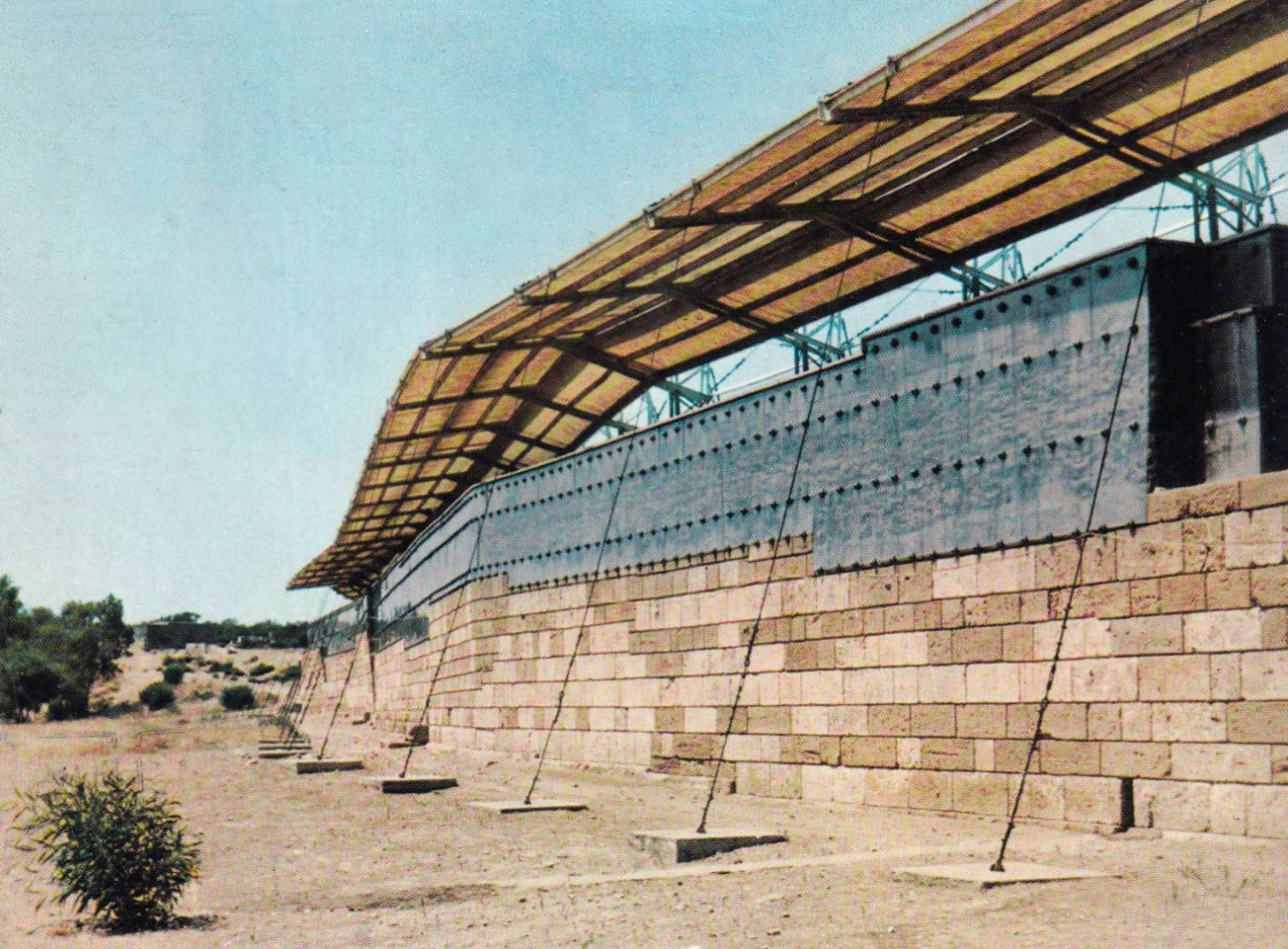
La prima copertura in vetro temperato

La proposta di Franco Minissi fu ambiziosa e innovativa: ricoprire la struttura con lastre di cristallo, così da riprodurre la stessa "scatola" protettiva che le dune di sabbia avevano formato nei secoli precedenti. I lavori iniziarono negli anni sessanta: su entrambe le facce della sopraelevazione furono collocate lastre di vetro temperato, fissate alla struttura con perni in lega che l'attraversano tenendola compatta. La parte superiore del muro in mattoni crudi rimaneva scoperta per consentirne la respirazione naturale; quindi, per evitare la pioggia e le infiltrazioni di acqua e vento, l'intero percorso murario fu ulteriormente coperto da una tettoia in ondulex fissata al suolo da tiranti d'acciaio, assicurati a piattaforme interrate.
La realizzazione del progetto ebbe un'eco internazionale, tale da richiamare molteplici studiosi attratti quasi dall'operazione di restauro che dal monumento stesso. Tuttavia l'operazione di Minissi si rivelò presto fallimentare: le lastre in vetro permettevano comunque delle infiltrazioni d'acqua, che si accumulavano tra quelle e i mattoni creando un dannosissimo effetto serra, con notevole aumento della temperatura interna che ha favorito lo sviluppo di muffe e di vegetazione varia, oltre che un rapido deterioramento con distacco di ampie porzioni di argilla. Per ovviare a questo problema nel 1982 la tettoia in ferro venne rimossa e sostituita da una lastra in cemento armato su base di rame, poggiata direttamente sui mattoni crudi che vennero a loro volta livellati; questa scelta comportò un effetto ancora più disastroso, bloccando definitivamente la respirazione dei mattoni crudi e mettendo a serio rischio l'integrità del sito.

### La seconda copertura

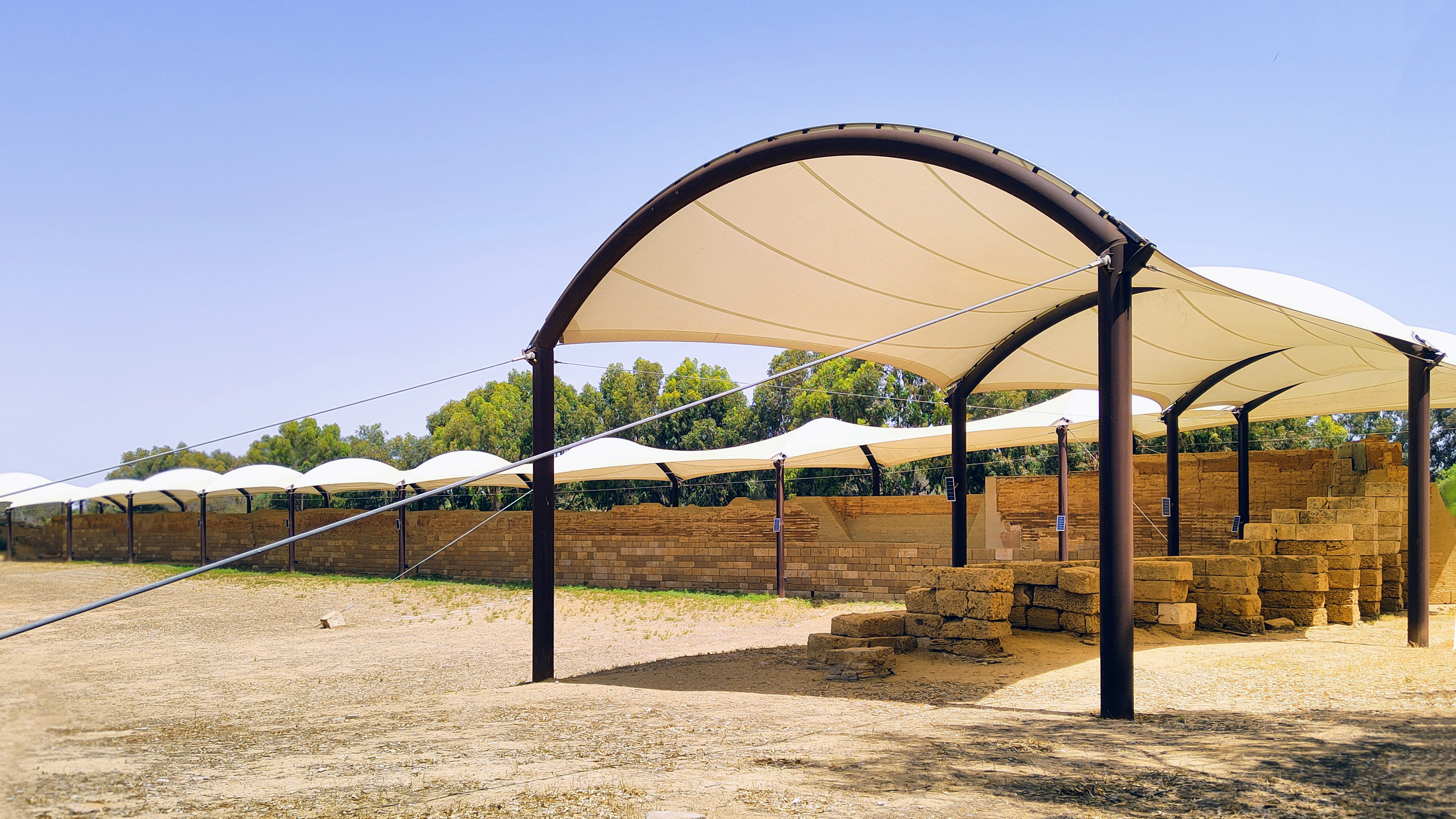
La nuova copertura in PTFE

Al fine di riparare le gravi lesioni subite, la Soprintendenza di Caltanissetta avviò a partire dal 1994 un lungo intervento di restauro conservativo guidato da Rosalba Panvini. Vennero smontate tutte le lastre di vetro, poi colmati i fori causati dalle barre metalliche e rimosso il materiale terroso staccatosi per l'umidità. Le parti di mattoni mancanti vennero sostituite da nuovi mattoni crudi, ben distinguibili per colore; infine venne installata una copertura provvisoria per proteggere il sito.
Tale copertura è stata eliminata con il progetto POR Sicilia 2000-2006 e sostituita nel 2009 da una tensostruttura a copertura modulare realizzata dall'ingegnere Fortunato Motta dell'università di Catania, progettata da studio Maffeis e fornita dalla Canobbio Textile Engineering.  Si tratta di una tensostruttura aperta su tutti i lati, il cui manto a forma di sella è formato da una membrana continua in tessuto di fibre di vetro rivestito con politetrafluoroetilene (PTFE). I telai di sostegno di questo manto, posti a circa 15 metri l’uno dall’altro, sono realizzati con profilati tubolari del diametro di 40 cm in acciaio COR-TEN e dunque resistenti alla corrosione atmosferica. La superficie coperta complessiva della tensostruttura è di circa 2000 m².

## Il parco

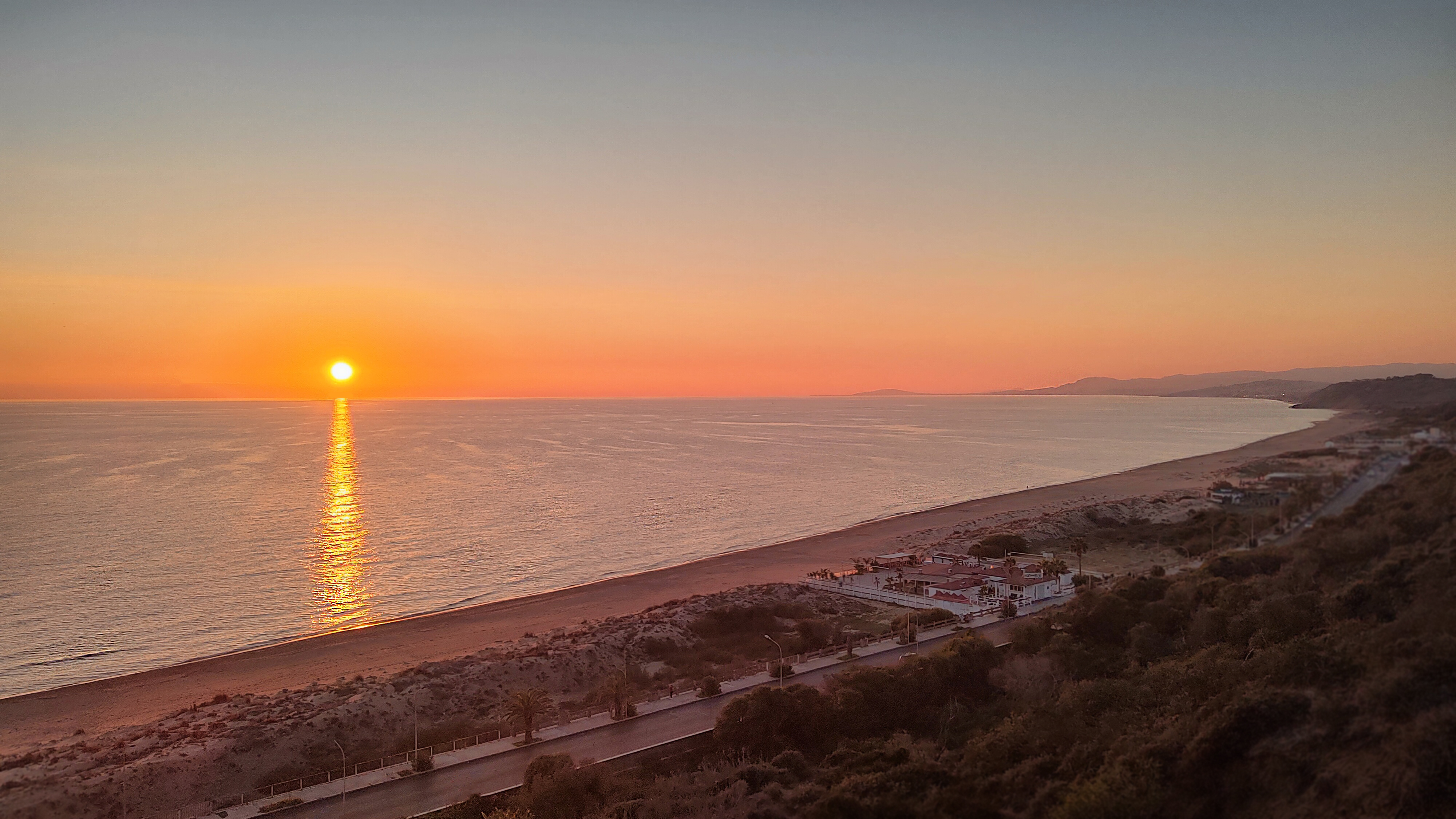
Vista panoramica dalle mura

Le mura si trovano all'interno di una vasta zona demaniale che fa da cerniera tra la città moderna e la costa a ovest del porto rifugio. Negli anni cinquanta si è proceduto al rimboschimento dell'area con la piantumazione di alberi di eucalipto, mentre negli anni ottanta la Soprintendenza ai Beni Culturali ha invece installato una recinzione in modo da proteggere il sito e permettere l'ingresso ai visitatori tramite biglietto. Il parco è spesso sede di eventi culturali come concerti, rappresentazioni teatrali e gare sportive. 

## Curiosità
Il 24 aprile 1997 le Poste Italiane hanno emesso un francobollo da 750 lire dedicato a queste mura.